# Chaetonotus rotundus
Chaetonotus rotundus is een buikharige uit de familie Chaetonotidae. De wetenschappelijke naam van de soort (Primochaetus) werd in 1917 voor het eerst geldig gepubliceerd door Greuter. De soort wordt in het ondergeslacht Primochaetus geplaatst.